# Wirtschaftshochschule

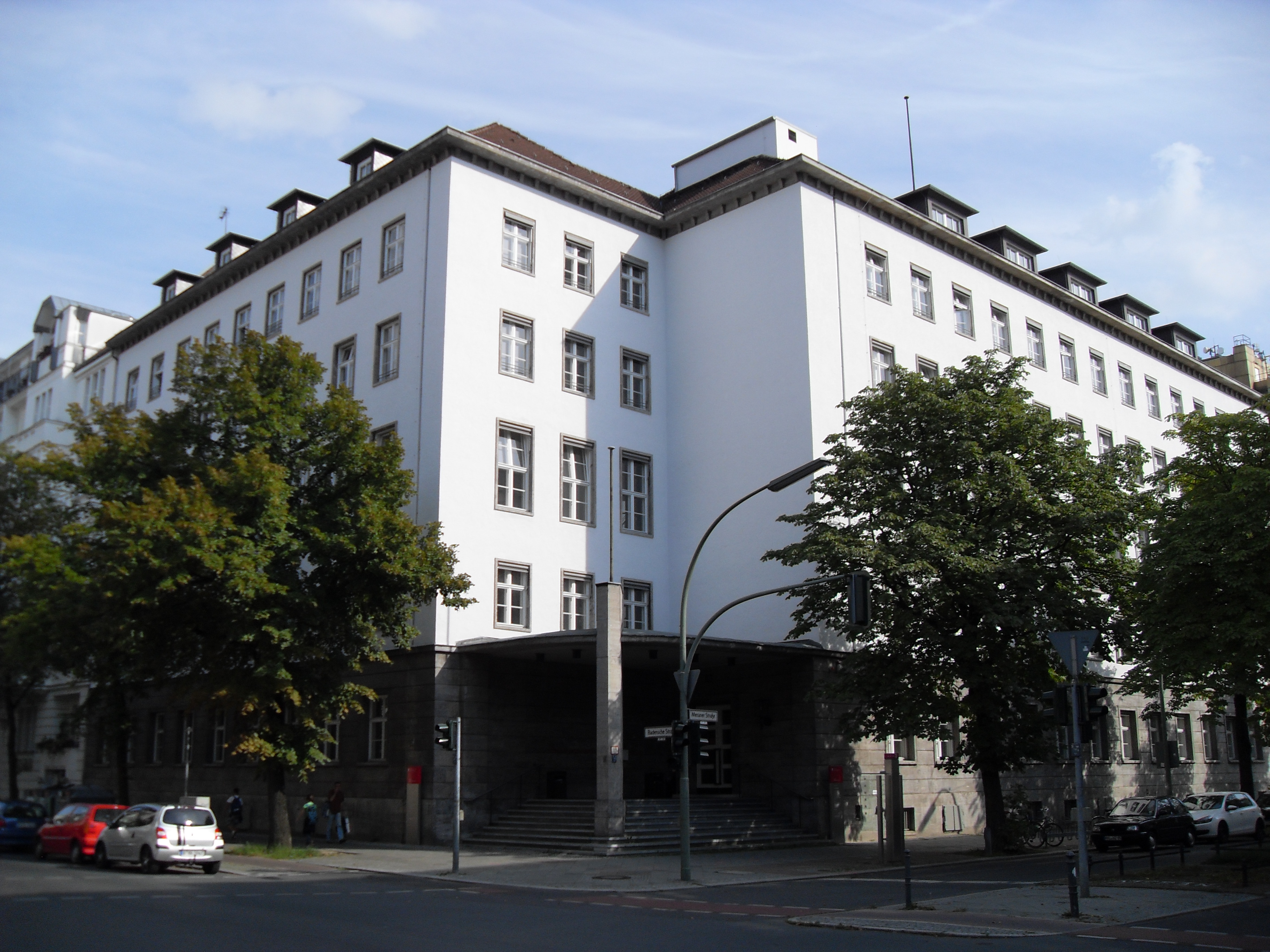
Hochschule für Wirtschaft und Recht Berlin

Eine Wirtschaftshochschule, Handelshochschule (kurz HH) oder Wirtschaftsuniversität ist eine Hochschule mit Spezialisierung auf eine Ausbildung in Fächern der Wirtschaftswissenschaften. Im Englischen und immer häufiger auch im Deutschen wird der Begriff business school als Synonym  verwendet. Als Wirtschaftshochschule werden verschiedene Bildungseinrichtungen bezeichnet, die auf betriebswirtschaftliche Studiengänge spezialisiert sind.
Der Begriff der Wirtschaftshochschule hat je nach Kontext verschiedene Bedeutungen. Es existieren unterschiedliche (organisatorische) Modelle:
- eine unabhängige, eigenständige staatliche oder private Hochschule (z. B. Copenhagen Business School, WHU – Otto Beisheim School of Management, Hochschule für Wirtschaft und Recht Berlin),
- eine selbstverwaltete Institution in einer kooperativen Organisation mit anderen Instituten und unter dem formalen Dach einer Hochschule (z. B. Harvard Business School, London School of Economics, London Business School, Mannheim Business School) oder
- eine Fakultät einer Hochschule (z. B. School of Business & Economics der FU Berlin, THI Business School der TH Ingolstadt).

Kernangebot vieler Wirtschaftshochschulen ist der Master of Business Administration. Auch berufsbildende Schulen tragen gelegentlich die Bezeichnung einer Wirtschaftshochschule.

## Geschichte
Im Jahr 1819 gründeten Unternehmer und Wirtschaftswissenschaftler (darunter Vital Roux und Jean-Baptiste Say) in Paris mit der „Ecole Spéciale de Commerce et d’Industrie“ (die heutige ESCP Europe) die erste Wirtschaftshochschule der Welt. Der Lehrplan der wirtschaftlichen Ausbildung beinhaltete theoretische und praktische Ansätze sowie pädagogische Planspiele. Ein Drittel der Studenten kam von außerhalb Frankreichs.:530
Die Geschichte der deutschen Wirtschaftshochschule hängt mit der Entwicklung der Technischen Hochschulen (TH) zusammen. Die Bemühungen der fachlich ausgerichteten THs im 19. Jahrhundert um wissenschaftliche Anerkennung und formale Gleichstellung mit den Universitäten waren Teil des Diskurses zwischen einem neuhumanistischen, bildungsintellektuellen Verständnis der Universitäten und einem naturwissenschaftlich, technischen Verständnis der THs von Hochschulbildung. Exakte „Naturwissenschaften mit empirischer Methodik“ gewannen an Bedeutung. Diese Veränderung des Wissenschaftsverständnis erleichterte die Gründung und Weiterentwicklung der praktisch orientierten Handelshochschulen.
In Deutschland entstanden die Handelshochschulen um die Jahrhundertwende Ende des 19. und Anfang des 20. Jahrhunderts. Als Fortbildungsstätten für Kaufleute wurden sie vielfach zu Keimzellen der sich herausbildenden Wirtschaftswissenschaften und teilweise auch zu Vorläufern eines privaten Universitätswesens. Beispielsweise wurde die Handelshochschule Leipzig 1898 auf Initiative der Handelskammer Leipzig gegründet. Der Lehrplan umfasste theoretische und praktische Inhalte sowie Unterricht in Fremdsprachen. Interdisziplinäre Studieninhalte umfassten die Bereiche Nationalökonomie (die spätere Volkswirtschaftslehre), Recht, Geographie, Wirtschaftsgüter, Wissenschaft und Technologie, Werbemaßnahmen und Geisteswissenschaften. Um 1915 waren die meisten Handelshochschulen in öffentliche Universitäten integriert worden und hatten den starken akademischen Fokus der Universitäten in ihre Management-Lehre übernommen. Der vormals praktische Ansatz wurde weitestgehend aufgegeben.:530
Ein Vorbild für das deutsche Fortbildungssystem und die Handelshochschulbewegung der Zeit war die 1895 gegründete London School of Economics (LSE). Die LSE gehörte dem Modell der civic universities an. In diesem Modell waren mehrere Colleges unter dem Dach einer Universität vereint. Nur die Universität hatte das Recht, einen akademischen Grad an einen Absolventen der Colleges zu verleihen.:66
Als frühe Form der Managerschule sollten die Handelshochschulen „für das Management der Großbetriebe und solche Wirtschaftsführer, für die eine theoretische Wirtschaftliche Bildung nötig ist“ zuständig sein. Sie verliehen ihren Absolventen ein kaufmännisches Diplom und schulten Praktiker, die als „gebildete, nicht gelehrte Kaufleute“ im modernen Wirtschaftsleben benötigt wurden. 1923 wurde der Studiengang „Volkswirtschaftslehre“ inklusive des akademischen Abschlussgrads „Diplom-Volkswirt“ eingeführt. Im Jahre 1924 wurde vom Ministerium erlassen, dass „Absolventen der Handelshochschulen der akademische Grad eines Diplom-Kaufmanns (Dipl.-Kfm.) verliehen werden durfte“. Für mehr historische Hintergründe siehe dazu auch die Artikel Volkswirt und Diplom-Kaufmann.:152
Handelshochschulen mit unterschiedlichen Konzeptionen und unter verschiedenen Trägerschaften entstanden in Leipzig, Aachen und St. Gallen (1898):134, Köln und Frankfurt (1901), Berlin (1906), Mannheim (1908), München (1910), Königsberg (1915) und Nürnberg (1919). Die Handelshochschulen Frankfurt und Köln gingen bald in den dort neu gegründeten Universitäten auf, die Münchner Handelshochschule wurde 1922 der Technischen Hochschule eingegliedert, die Nürnberger Handelshochschule wurde 1961 in die Friedrich-Alexander-Universität Erlangen eingegliedert.

## Entwicklung der Bezeichnungen
Die alte Bezeichnung Handelshochschule ist heute vor allem noch in Nord- und Osteuropa gebräuchlich (siehe auch: Liste nordischer Handelshochschulen). Auch in Deutschland tragen noch einzelne Wirtschaftshochschulen diese Bezeichnung, zum Beispiel die Handelshochschule Leipzig (seit 2012 HHL Leipzig Graduate School of Management). Früher bedeutsam war die von 1906 bis 1946 unabhängige Handelshochschule Berlin (heute Teil der Humboldt-Universität zu Berlin).
Bekannte Wirtschaftsuniversitäten sind unter anderem Wirtschaftsuniversität Wien, VŠE (Prag), Wirtschaftsuniversität Luigi Bocconi (Mailand), Wirtschaftsuniversität Bratislava.
Zu den bekanntesten écoles de commerces (wörtlich: Handelsschulen) in Frankreich zählen die HEC (gegründet 1881), die ESCP Business School (gegründet 1825) und die ESSEC (gegründet 1907), die sich in Paris und dem Umland befinden.
Die 1988 gegründete Community of European Management Schools (CEMS) ist eine bedeutende Kooperation von weltweit führenden Wirtschaftshochschulen und Universitäten mit multinationalen Unternehmen und NGOs.

## Zulassungsvoraussetzungen für Studienbewerber
Wirtschaftshochschulen haben teilweise unterschiedliche Zulassungsvoraussetzungen. Unter anderem können folgende Kriterien zum Einsatz kommen:
- Graduate Management Admission Test (GMAT), ein weltweit standardisierter Test, um die Eignung für postgraduale betriebswirtschaftliche Studiengänge auf Master-Niveau zu messen; insbesondere in den USA verbreitet
- Test of English as a Foreign Language (TOEFL), ein standardisierter Test, in dem die Kenntnis der englischen Sprache von Nicht-Muttersprachlern überprüft wird
- ein erster akademischer Abschluss (bei MBA-Programmen)
- erste Arbeitserfahrung (bei MBA-Programmen)
- Empfehlungsschreiben
- ein oder mehrere Aufsätze zu vorgegebenen Themen

## Akkreditierung
Für die Akkreditierung von Wirtschaftshochschulen sind folgende Einrichtungen von internationaler Bedeutung:
- European Quality Improvement System – EQUIS
- Association to Advance Collegiate Schools of Business – AACSB
- Association of MBAs – AMBA

Bei Wirtschaftshochschulen, die alle drei wichtigen Akkreditierungen besitzen, spricht man von Triple Crown. In Deutschland gibt es darüber hinaus FIBAA sowie ZEvA.

## Rankings

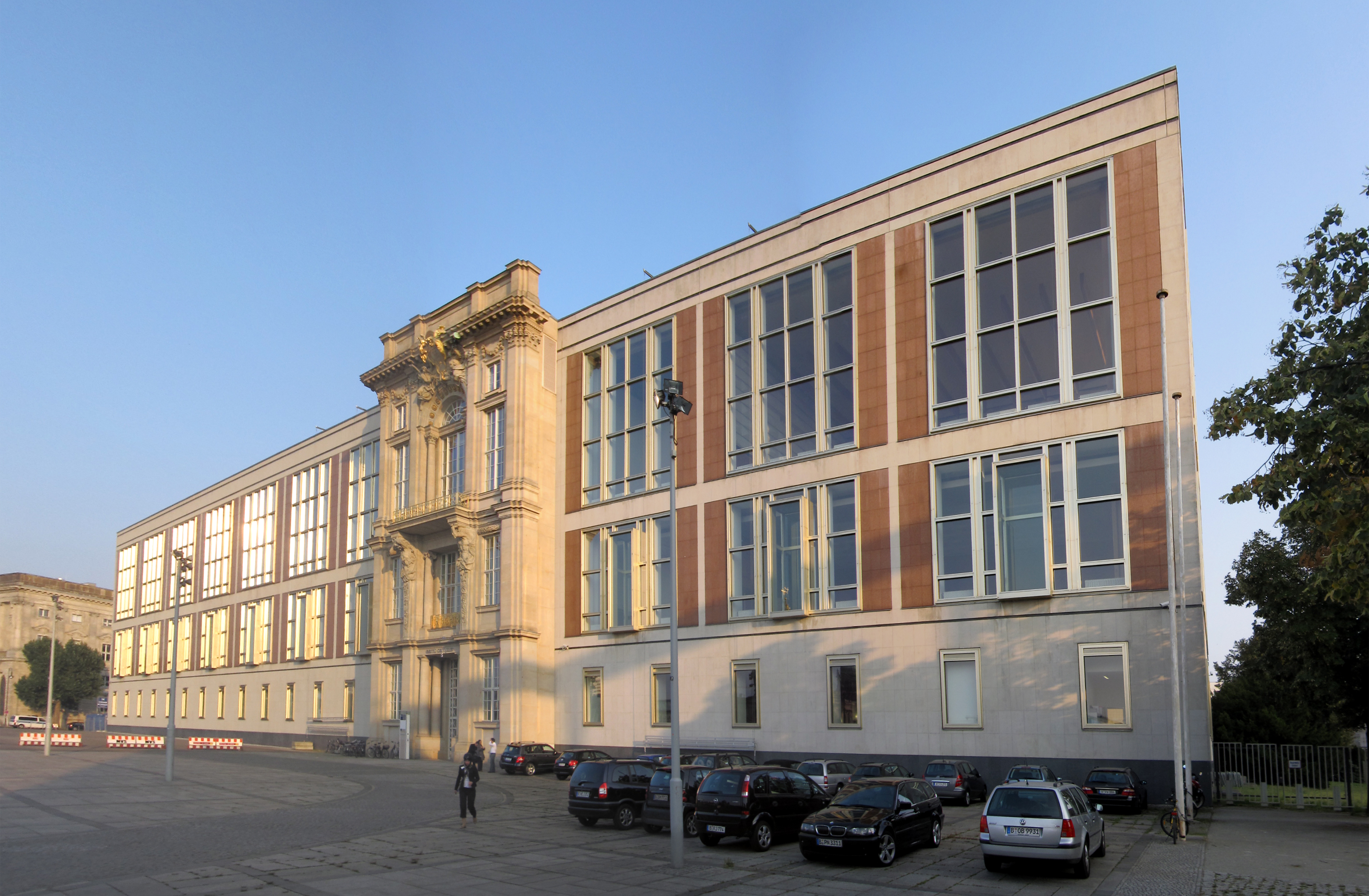
Campusgebäude der ESMT Berlin

Ein praktisch wichtiges, gleichsam jedoch sehr umstrittenes Instrument für den qualitativen Vergleich von Wirtschaftshochschulen sind Rankings. Die international bekanntesten Rankings, jedes mit eigenen Stärken und Schwächen, sind:
- Bloomberg Businessweek – Business School Rankings & Profiles
- The Economist – Full-time MBA ranking
- Eduniversal Business School Ranking
- Financial Times – Business Education – Rankings
- US News – Top Business Schools
- Wall Street Journal – College Rankings

In Deutschland führen viele Institutionen und Wirtschaftspublikationen eigene Rankings durch, die durch das Centrum für Hochschulentwicklung (CHE) untereinander sowie mit international bekannten Rankings verglichen werden. Zu den einzelnen CHE Rankings finden sich auf der Homepage des CHE jeweils eine Besprechung des methodischen Vorgehens, d. h. wer wurde wie wozu befragt, wie wurde daraus eine Reihung gebildet und eine Zusammenfassung des Ergebnisses. Veröffentlicht wird das CHE Hochschulranking von der Wochenzeitung Die Zeit.
Auf die negativen Folgen von Rankings auf Bildungseinrichtungen haben u. a. Espeland & Sauder (2007) hingewiesen.